# Nordböhmen

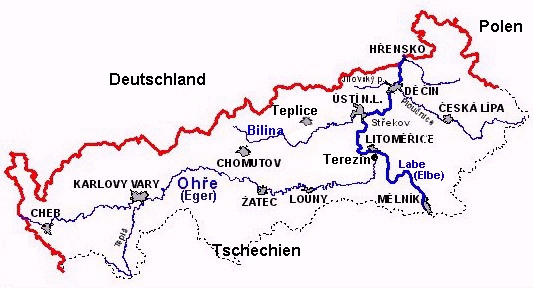
Orte und Flüsse Nordböhmens

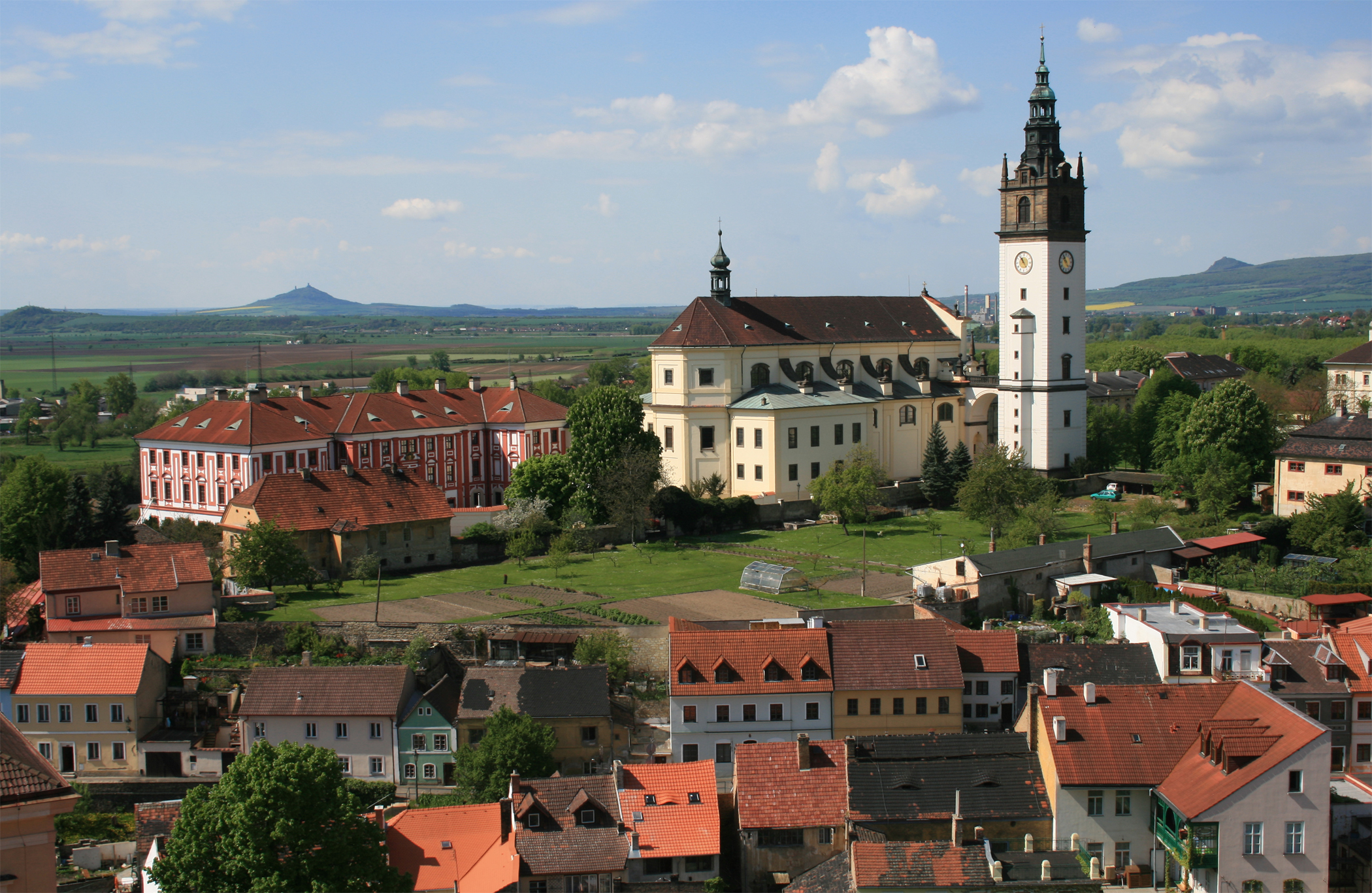
Dom St. Stephan in Litoměřice mit Hazmburk im Hintergrund

Nordböhmen (tschechisch: Severní Čechy) ist eine Landschaft im Norden Tschechiens.

## Lage
Nordböhmen umfasst etwa die heutige NUTS-Gebietseinheit CZ04 Severozápad und den westlichen Teil der Gebietseinheit CZ05 Severovýchod. 
Aus Sicht der Verwaltungsgliederung bilden Nordböhmen etwa die Verwaltungseinheiten Liberecký kraj und Ústecký kraj. Gelegentlich wird auch der im Westen Tschechiens liegende Karlovarský kraj dazugerechnet.
Im deutschen Sprachgebrauch wird oft unter Nordböhmen der einst überwiegend deutsch besiedelte Teil des Sudetenlandes im Norden Tschechiens zwischen Karlsbad im Westen und dem Riesengebirge im Osten bezeichnet.

## Historische Verwaltungseinheit

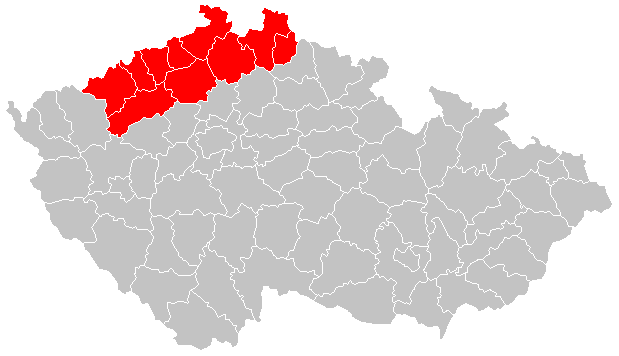
Verwaltungseinheit Severní Čechy

In der Verwaltungsgliederung der Tschechoslowakei existierte von 1960 bis 1990 der Severočeský kraj bestehend aus den heutigen Regionen Ústí nad Labem und Teilen der Region Liberec.
Die Grenzen deckten sich nur annähernd mit der 1655 errichteten nordböhmischen Diözese Litoměřice.